# Rund um Köln 2016
Das 100. Rund um Köln 2016 war ein deutsches Straßenradrennen. Dieses Eintagesrennen startete und endete in der Domstadt Köln am Rheinauhafen über 205,8 km. Es fand am Sonntag, den 12. Juni 2016, statt und gehörte zur UCI Europe Tour 2016 und war dort in der Kategorie 1.1 eingestuft.

## Teilnehmende Mannschaften
| WorldTeams (5)- Giant-Alpecin - Lotto-Soudal - Lotto NL-Jumbo - Dimension Data - BMC Racing Team Professional Continental Teams (5)- Bora-Argon 18 - Stölting Service Group - Topsport Vlaanderen-Baloise - Delko-Marseille Provence-KTM - ONE Pro Cycling Continental Teams (12)- LKT Brandenburg - Rad-net Rose - Stradalli-Bike Aid - Christina Jewelry - Heizomat - Kuota-Lotto - Team Sauerland NRW p/b Henley & Partners - Hrinkow Advarics Cycleang - Vorarlberg - Team3M - Leopard - Rabobank Development |
| |

## Rennergebnis
| #      | Fahrer               | Team                        | Zeit       |
| ------ | -------------------- | --------------------------- | ---------- |
| Sieger | Dylan Groenewegen    | Team Lotto NL-Jumbo         | 4h 42' 45" |
| 2.     | André Greipel        | Lotto Soudal                | gl. Zeit   |
| 3.     | Nikias Arndt         | Team Giant-Alpecin          | gl. Zeit   |
| 4.     | Kristian Sbaragli    | Team Dimension Data         | gl. Zeit   |
| 5.     | Mark Renshaw         | Team Dimension Data         | gl. Zeit   |
| 6.     | Gerald Ciolek        | Stölting Service Group      | gl. Zeit   |
| 7.     | Pascal Ackermann     | rad-net Rose Team           | gl. Zeit   |
| 8.     | Phil Bauhaus         | Bora-Argon 18               | gl. Zeit   |
| 9.     | Pieter Vanspeybrouck | Topsport Vlaanderen-Baloise | gl. Zeit   |
| 10.    | Steele Von Hoff      | ONE Pro Cycling             | gl. Zeit   |